# La luce del mondo
La luce del mondo è un film del 1935 diretto da Gennaro Righelli.